# James Kirkwood Jr.
James Kirkwood Jr. (Hollywood, 22 de agosto de 1924 - Manhattan, 21 de abril de 1989) foi um escritor e autor teatral norte-americano.
É mais conhecido por sua ligação com o musical-fenômeno da Broadway A Chorus Line. Co-autor do livro que resultou no musical, a obra lhe rendeu o Tony Award de melhor livro de musical e o Prêmio Pulitzer para Drama de 1976, junto com o co-autor Nicholas Dante.

## Trabalhos

### Romances
- There Must Be a Pony!
- Good Times/Bad Times
- Hit Me with a Rainbow
- Some Kind of Hero (adaptado por Kirkwood para o filme de mesmo nome)
- P.S. Your Cat Is Dead
- I Teach Flying (unfinished)

### Roteiros
- U.T.B.U. (Unhealthy To Be Unpleasant)
- Legends!
- A Chorus Line (livro – em co-autoria com Nicholas Dante)
- Stage Stuck (em co-autoria com Jim Piazza)

### Não ficção
- American Grotesque
- Diary of a Mad Playwright: Perilous Adventures on the Road with Mary Martin and Carol Channing, sobre a produção da peça Legends! (Dutton, 1989)

## Filmografia
| Ano  | Título            | Personagem           | Notas                  |
| ---- | ----------------- | -------------------- | ---------------------- |
| 1980 | Oh, God! Book II  | Psiquiatra 2         |                        |
| 1981 | Mommie Dearest    | Mestre de cerimônias |                        |
| 1986 | The Supernaturals | Capitão              | (papel final no filme) |